# Buster Bros.
Buster Bros, även kallat Pang (パン Pan?) och Pomping World (japanska: ポンピング・ワールド Hepburn: Ponpingu Wārudo?), är ett arkadspel utvecklat av Capcom och utgivet 1989. 
Ocean Software porterade 1990 spelet till ZX Spectrum, Commodore 64, Amstrad CPC, Commodore Amiga, MS-DOS och Atari ST, och spelet kom senare att porteras till andra spelkonsoler.

## Handling
Bröderna Buster skall resa runt Jorden och skjuta ner ballonger. Banorna är förlagda till berget Fuji, Mount Keirin, Wat Phra Kaew, Angkor Wat, Ayers Rock, Taj Mahal, Leningrad, Paris, London, Barcelona, Aten, Egypten, Kenya, New York, Mayaruinerna, Antarktis och slutligen Påskön.

## Mottagande
ZX Spectrum-versionen fick i februari 1991 betyget 94% i Your Sinclair.

### Fotnoter
1. ↑  Pang Arkiverad 10 mars 2007 hämtat från the Wayback Machine.